# هيرونيموس بوس
هيرونيموس بوس (1450 - 9 أغسطس 1516) رسام هولندي من القرنين الخامس عشر والسادس عشر. العديد من أعماله تصور الخطيئة والفشل الأخلاقي الإنساني.
استخدم بوس صور العفاريت والحيوانات نصف البشرية والماكينات ليبعث الخوف والاضطراب ليصور شر الإنسان. وتتضمن أعماله استخداماً معقداً, عالي التفرد، خيالي، مكثف للأشكال الرمزية والأيقونات, بعضهم كان غامضاً حتى في زمنه. من أهم أعماله حديقة المباهج الأرضية.

## روابط خارجية
- هيرونيموس بوس على موقع الموسوعة البريطانية (الإنجليزية)
- هيرونيموس بوس على موقع ميوزك برينز (الإنجليزية)
- هيرونيموس بوس على موقع إن إن دي بي (الإنجليزية)
- هيرونيموس بوس على موقع أول ميوزيك (الإنجليزية)